# Herbert IV de Vermandois
Herbert IV de Vermandois, né vers 1032, mort vers 1080, fut comte de Vermandois de 1045 à 1080 et comte de Valois de 1077 à 1080. 

## Biographie
Herbert IV était fils d'Otton de Vermandois, comte de Vermandois, et de Pavie. Il succèda à son père en 1045. Il assista au sacre du roi Philippe Ier et hérita en 1077 d'une partie des fiefs de son beau-frère Simon de Valois.
Il épousa vers 1059 Adélaïde, fille de Raoul IV, comte de Vexin, de Valois et d'Amiens, et d'Adélaïde, comtesse de Bar-sur-Aube. Ils eurent comme enfants :
- Adélaïde (° v. 1062 † 1122), mariée vers 1080 à Hugues Ier le Grand (° v. 1057 † 1102), comte de Vermandois et de Valois, fils d'Henri Ier, roi de France et d'Anne de Kiev, puis en 1103 à Renaud, comte de Clermont, fils de Hugues et de Marguerite de Roucy ;
- Eudes, dit l'insensé (° v. 1064 - mort après 1085) qui fut déshérité par son père.